# Oeiras Challenger 2024 - Doppio
Il doppio del torneo di tennis professionistico Oeiras Challenger 2024, facente parte della categoria Challenger 125 nell'ambito dell'ATP Challenger Tour 2024, si è giocato dal 15 al 21 aprile a Oeiras, in Portogallo. Luke Johnson e Sem Verbeek erano i detentori del titolo ma solo Verbeek ha scelto di partecipare in coppia con André Göransson.
In finale Filip Bergevi e Mick Veldheer hanno sconfitto Sergio Martos Gornés e Petros Tsitsipas con il punteggio di 6–1, 6–4.

## Teste di serie
1. André Göransson /  Sem Verbeek (quarti di finale)
2. Boris Arias /  Federico Zeballos (primo turno)

1. Fernando Romboli /  Marcelo Zormann (quarti di finale)
2. Marco Bortolotti /  Jonathan Eysseric (primo turno)

## Wildcard
1. Jaime Faria /  Henrique Rocha (primo turno)

1. Frederico Ferreira Silva /  Tiago Pereira (primo turno)

## Alternate
1. Franco Agamenone /  Adam Taylor (primo turno)

## Tabellone

### Legenda
| - Q = Qualificato - WC = Wild card - LL = Lucky loser | - ALT = Alternate - SE = Special Exempt - PR = Protected Ranking | - w/o = Walkover - r = Ritirato - d = Squalificato |

|  | Primo turno | Primo turno                     | Primo turno                 | Primo turno | Primo turno |  |  | Quarti di finale | Quarti di finale            | Quarti di finale            | Quarti di finale            | Quarti di finale     |   |      | Semifinali | Semifinali                            | Semifinali                            | Semifinali                  | Semifinali                  |   |   | Finale | Finale | Finale | Finale | Finale |  |
|  |             |                                 |                             |             |             |  |  |                  |                             |                             |                             |                      |   |      |            |                                       |                                       |                             |                             |   |   |        |        |        |        |        |  |
|  | 1           | A Göransson S Verbeek           | A Göransson S Verbeek       | 6           | 7           |  |  |                  |                             |                             |                             |                      |   |      |            |                                       |                                       |                             |                             |   |   |        |        |        |        |        |  |
|  |             | D Added O Luz                   | D Added O Luz               | 2           | 64          |  |  | 1                | A Göransson S Verbeek       | A Göransson S Verbeek       | 5                           | 1                    |   |      |            |                                       |                                       |                             |                             |   |   |        |        |        |        |        |  |
|  |             | M Guinard G Jacq                | M Guinard G Jacq            | 7           | 6           |  |  |                  | M Guinard G Jacq            | M Guinard G Jacq            | 7                           | 6                    |   |      |            |                                       |                                       |                             |                             |   |   |        |        |        |        |        |  |
|  | WC          | J Faria H Rocha                 | J Faria H Rocha             | 63          | 4           |  |  |                  |                             |                             |                             |                      |   |      |            | M Guinard G Jacq                      | 6                                     | 5                           | [7]                         |   |   |        |        |        |        |        |  |
|  | 4           | M Bortolotti J Eysseric         | M Bortolotti J Eysseric     | 4           | 4           |  |  |                  |                             |                             | S Martos Gornés P Tsitsipas | 4                    | 7 | [10] |            |                                       |                                       |                             |                             |   |   |        |        |        |        |        |  |
|  |             | P Nouza P Rikl                  | P Nouza P Rikl              | 6           | 6           |  |  |                  | P Nouza P Rikl              | P Nouza P Rikl              | 3                           | 63                   |   |      |            |                                       |                                       |                             |                             |   |   |        |        |        |        |        |  |
|  |             | S Martos Gornés P Tsitsipas     | S Martos Gornés P Tsitsipas | 6           | 6           |  |  |                  | S Martos Gornés P Tsitsipas | S Martos Gornés P Tsitsipas | 6                           | 7                    |   |      |            |                                       |                                       |                             |                             |   |   |        |        |        |        |        |  |
|  | Alt         | F Agamenone A Taylor            | F Agamenone A Taylor        | 1           | 2           |  |  |                  |                             |                             |                             |                      |   |      |            | Sergio Martos Gornés Petros Tsitsipas | Sergio Martos Gornés Petros Tsitsipas | 1                           | 4                           |   |   |        |        |        |        |        |  |
|  |             | L Margaroli S Rodríguez Taverna | 6                           | 3           | [7]         |  |  |                  |                             |                             |                             |                      |   |      |            |                                       |                                       | Filip Bergevi Mick Veldheer | Filip Bergevi Mick Veldheer | 6 | 6 |        |        |        |        |        |  |
|  |             | D Vega Hernández S Walków       | 3                           | 6           | [10]        |  |  |                  | D Vega Hernández S Walków   | D Vega Hernández S Walków   | 7                           | 6                    |   |      |            |                                       |                                       |                             |                             |   |   |        |        |        |        |        |  |
|  |             | I Sabanov M Sabanov             | I Sabanov M Sabanov         | 1           | 1           |  |  | 3                | F Romboli M Zormann         | F Romboli M Zormann         | 65                          | 3                    |   |      |            |                                       |                                       |                             |                             |   |   |        |        |        |        |        |  |
|  | 3           | F Romboli M Zormann             | F Romboli M Zormann         | 6           | 6           |  |  |                  |                             |                             |                             |                      |   |      |            | D Vega Hernández S Walków             | D Vega Hernández S Walków             | 65                          | 4                           |   |   |        |        |        |        |        |  |
|  | WC          | F Ferreira Silva T Pereira      | F Ferreira Silva T Pereira  | 3           | 4           |  |  |                  |                             |                             | F Bergevi M Veldheer        | F Bergevi M Veldheer | 7 | 6    |            |                                       |                                       |                             |                             |   |   |        |        |        |        |        |  |
|  |             | I Liutarevich V Manafov         | I Liutarevich V Manafov     | 6           | 6           |  |  |                  | I Liutarevich V Manafov     | I Liutarevich V Manafov     | 3                           | 4                    |   |      |            |                                       |                                       |                             |                             |   |   |        |        |        |        |        |  |
|  |             | F Bergevi M Veldheer            | F Bergevi M Veldheer        | 7           | 6           |  |  |                  | F Bergevi M Veldheer        | F Bergevi M Veldheer        | 6                           | 6                    |   |      |            |                                       |                                       |                             |                             |   |   |        |        |        |        |        |  |
|  | 2           | B Arias F Zeballos              | B Arias F Zeballos          | 61          | 1           |  |  |                  |                             |                             |                             |                      |   |      |            |                                       |                                       |                             |                             |   |   |        |        |        |        |        |  |